# Špenát setý
Špenát setý (Spinacia oleracea) je druh jedlé krytosemenné rostliny z čeledi laskavcovitých. Je to jednoletá rostlina. Jedná se o důležitou listovou zeleninu. Kultivována byla v jihozápadní Asii, patrně v Persii. Samotný název je odvozován z perského Esfenadž (اسفناج). Přes Sýrii a Arábii se dostal do severní Afriky, odkud se dostává kolem roku 1100 do Španělska a dále se pak šíří po Evropě. První recepty, ve kterých se používá špenát, jsou dochovány v kuchařské knize z roku 1390.
Navzdory všeobecnému mínění není špenát zvlášť bohatý na železo, ale i tak obsahuje cenné živiny. Podle některých výzkumů je to dobrý prostředek na prevenci rakoviny. Ve špenátu jsou obsaženy karotenoidy (i beta-karotenu), a to ve vysokých koncentracích. Obsahuje také lutein, karotenový pigment, který působí antioxidačně. Výzkumy prokázaly, že častější konzumace potravy bohaté na beta-karoten pomáhá předejít degeneraci žluté skvrny oční sítnice, která často způsobuje slepotu u starších lidí. Špenát se odedávna doporučoval na vysoký krevní tlak (obsahuje hodně draslíku, který reguluje krevní tlak), anémii a také zácpu. Také obsahuje vysoký obsah vitamínu K 380μg/100g. Tudíž lidé, kteří užívají Warfarin (laicky prostředek na ředění krve) si musí dávat větší pozor na konzumaci špenátu. Denní množství vitamínu K je 90-120μg(μg-mikrogram).
Traduje se, že obecné považování špenátu za hodnotný zdroj železa vzniklo matematickou chybou, kde byla při analýze špatně napsaná desetinná čárka. Údajný článek s chybou se však nepodařilo dohledat a možná jde jen o legendu.
Výzkumy ovšem prokázaly přítomnost fytohormonů, působících na vývoj svalstva člověka.

## Průměrný obsah látek a minerálů
Tabulka udává dlouhodobě průměrný obsah živin, prvků, vitamínů a dalších nutričních parametrů zjištěných v špenátu.
| Složka          | Jednotka | Průměrný obsah | Prvek (mg/100 g) | Průměrný obsah | Složka (mg/100g) | Průměrný obsah |
| --------------- | -------- | -------------- | ---------------- | -------------- | ---------------- | -------------- |
| voda            | g/100 g  | 89,7           | Na               | 140            | vitamin C        | 26             |
| bílkoviny       | g/100 g  | 2,8            | K                | 500            | vitamin D        | 0              |
| tuky            | g/100 g  | 0,8            | Ca               | 170            | vitamin E        | 1,71           |
| cukry           | g/100 g  | 1,5            | Mg               | 54             | vitamin B6       | 0,17           |
| celkový dusík   | g/100 g  | 0,45           | P                | 45             | vitamin B12      | 0              |
| vláknina        | g/100 g  | 2,1            | Fe               | 2,1            | karoten          | 3,54           |
| mastné kyseliny | g/100 g  | 0,7            | Cu               | 0,04           | thiamin          | 0,07           |
| cholesterol     | g/100 g  | 0              | Zn               | 0,7            | riboflavin       | 0,09           |
| energie         | kJ/100 g | 103            | Mn               | 0,6            | niacin           | 1,2            |